# Strongylopsis anomala
Strongylopsis anomala är en stekelart som beskrevs av Brauns 1896. Strongylopsis anomala ingår i släktet Strongylopsis och familjen brokparasitsteklar. Inga underarter finns listade i Catalogue of Life.